# جووانا د آراگونا، دوشس آمالفی
جووآنا د آرگونا دوشس آمالفی (۱۴۷۸–۱۵۱۰)، شاهزادهای ایتالیایی، نائب حکمران آمافی، در دوران خردسالی پسرش، از سال ۱۴۹۸ تا ۱۵۱۰ بود. زندگی تراژیک او الهام بخش برخی آثار ادبی شد، مهم تر از همه، دوشس ملفی اثر جان وبستر.

## زندگی
جووآنا دختر انریکو د آراگونا، برادر ناتنی فردریک، پادشاه ناپل بود. او دو برادر داشت، یکی لوئیجی د آرگنا و دیگری کارلو، مارکی ژراس. جووآنا در سال ۱۴۹۰میلادی، در سن دوازده سالگی به ازدواج آلفونسو پیکولومینی، دوک آمالفی درآمد، آلفونسو در سال ۱۴۹۸، در نبردی با سلانو خنجر خورد و کشته شد. پنج ماه بعد، در مارس ۱۴۹۹، پسرشان که نام او را هم آلفونسو گذاشتند، به دنیا آمد. او دوک جدید آمالفی و وارث پدر بود.
جووآنا بعد از مرگ شوهرش، چون فرزندش نوزاد بود، نائب حکمران آمالفی شد. او به مدت دوازده سال حاکم آمالفی بود. جووانا آنتونیو بکادلی، اهل بولونیا، را به عنوان مباشر املاک خود انتخاب کرد. این دو خیلی زود به هم علاقه‌مند شده و در خفا ازدواج کردند. آنها صاحب دو فرزند شدند، اما این ازدواج را از خانواده‌ی جووآنا، از ترس مخالفت برادرهای او، پنهان کردند. بچه‌ها، که نامشان جووانا و فردریک بود، جدا از مادرشان بزرگ شدند و دوشس پنهانی به ملاقات آن‌ها می‌رفت.
جووآنا که دوباره باردار بود، ناگهان با گروه بزرگی از ملازمانش، قصد زیارت لورتو را کرد، شاید حدس می‌زده که دیگر نمی‌تواند این موضوع را از برادرهایش پنهان کند یا شاید دلیل دیگری در میان بوده. در حقیقت، آنها می‌خواستند از لورتو با آنکنا فرار کنند، چون از لحاظ سیاسی، دست برادرهای او به آنها در آنکنا نمی‌رسید و آنها آنجا نفوذی نداشتند. او به این چاره می‌خواست از مرزهای ناپل دور شود. در آنکنا، او شرایطش را برای ملازم‌هایش توضیح داد که اکثرشان با شنیدن داستان، به آمالفی برگشتند. در آنکنا او فرزند سوم را به دنیا آورد، اما برادرش کاردینال لوئیجی، از نفوذ خود استفاده کرد و او را از آنکنا اخراج کرد. این زوج، از آنکنا به «سیه نا» رفتند و از آنجا قصد داشتند به ونیز فرار کنند، اما عاملان خانواده‌ی قدرتمند او، او و سه بچه اش از آنتونیو را، به آمالفی برگرداندند. آنتونیو موفق شد به میلان فرار کند. دوشس، ندیمه اش، و سه بچه‌اش (برخی روایات می‌گوید یک بچه نجات پیدا می‌کند) از آن به بعد دیگر هرگز دیده نشدند و احتمالاً به قتل رسیدند.

## اتفاقات بعدی
آنتونیو در میلان، بی‌خبر از سرگذشت زن و فرزندهایش، مدتی جان سالم به در برد. احتمالاً فکر می‌کرده که آنها زنده ولی زندانی هستند. قاتلی (که پینتر می‌گوید نام او دانیل دل بوتسولو بوده) او را در سال ۱۵۱۳ به قتل رساند. وقتی در میلان بود با ماتئو باندلو آشنا شد و داستان را برای او شرح داد. نویسنده‌ های بسیار دیگری هم در این باره نوشتند.
ماتئو می‌گفت که برادرهای دوشس، او و بچه‌هایش و ندیمه اش را خفه کرده‌اند اما اینکه حقیقتاً چه بر سر آنها رفته معلوم نیست. مردم محلی می‌گفتند که او در دژی به نام «دوره تلو زیرو» در آترانی مرده است.

## ادبیات
- قصر عیش، ویلیام پینتر، ۱۵۶۶
- دوشس ملفی، جان وبستر
- مباشر دوشس ملفی، لوپه د وگا